# Piłka ręczna na Letnich Igrzyskach Olimpijskich 2024 – kwalifikacje kobiet
Kwalifikacje do olimpijskiego turnieju piłki ręcznej 2024 miały na celu wyłonienie żeńskich reprezentacji narodowych w piłce ręcznej, które wystąpią w tym turnieju.
W turnieju olimpijskim wystąpi dwanaście zespołów. Udział zapewniony miała reprezentacja Francji jako przedstawiciele gospodarza igrzysk, zaś o pozostałe miejsca odbywały się zawody eliminacyjne. Po jednym zostało zorganizowane w każdej z czterech regionalnych federacji i podobnie jak z mistrzostw świata awans uzyskali triumfatorzy tych zawodów. W przypadku gdy zwycięzca kontynentalnego turnieju byłby jednocześnie mistrzem świata lub gospodarzem igrzysk, awans z tego turnieju otrzymałby zespół z drugiego miejsca. Ostatnią szansą były trzy czterozespołowe światowe turnieje kwalifikacyjne, z których awansowały po dwa najlepsze, a prawo udziału w nich uzyskało sześć czołowych drużyn z mistrzostw świata, które dotychczas nie uzyskały kwalifikacji oraz sześć drużyn wyznaczonych ze względu na kryterium geograficzne.

## Zakwalifikowane drużyny
| Kwalifikacja                        | Data                           | Gospodarz                                | Miejsca | Zakwalifikowane    |
| ----------------------------------- | ------------------------------ | ---------------------------------------- | ------- | ------------------ |
| Gospodynie                          | –                              | –                                        | 1       | Francja            |
| Mistrzostwa Europy                  | 4–20 listopada 2022            | Słowenia/ Macedonia Północna/ Czarnogóra | 1       | Dania              |
| Azjatycki turniej kwalifikacyjny    | 17–23 sierpnia 2023            | Japonia                                  | 1       | Korea Południowa   |
| Afrykański turniej kwalifikacyjny   | 10–12 października 2023        | Angola                                   | 1       | Angola             |
| Igrzyska Panamerykańskie            | 24–29 października 2023        | Chile                                    | 1       | Brazylia           |
| Mistrzostwa świata                  | 29 listopada – 17 grudnia 2023 | Dania/ Norwegia/ Szwecja                 | 1       | Norwegia           |
| I światowy turniej kwalifikacyjny   | 11–14 kwietnia 2024            | Węgry                                    | 2       | Węgry Szwecja      |
| II światowy turniej kwalifikacyjny  | 11–14 kwietnia 2024            | Hiszpania                                | 2       | Holandia Hiszpania |
| III światowy turniej kwalifikacyjny | 11–14 kwietnia 2024            | Niemcy                                   | 2       | Niemcy Słowenia    |
| Razem                               |                                |                                          | 12      |                    |

## Kwalifikacje

### Mistrzostwa świata
Zwycięstwo w półfinale MŚ 2023 dało Norweżkom kwalifikację na igrzyska olimpijskie, bowiem ich finałowym przeciwnikiem byli gospodarze LIO 2024.

### Turnieje kontynentalne

#### Afryka
Turniej kwalifikacyjny w Afryce został zaplanowany na pierwszą połowę października 2023 roku w Angoli. Cztery uczestniczące zespoły – półfinaliści ostatnich mistrzostw kontynentu – rywalizowały systemem kołowym w ramach jednej grupy. Z kompletem zwycięstw w turnieju triumfowała reprezentacja Angoli, która tym samym zyskała awans na LIO 2024.

#### Ameryka
Turniej kwalifikacyjny został przeprowadzony w dniach 24–29 października 2023 roku w ramach XIX Igrzysk Panamerykańskich w Viña del Mar. W zawodach wystartowało osiem zespołów wyłonionych we wcześniejszych eliminacjach, które zostały podzielone na dwie grupy po cztery zespoły. Rozgrywki prowadzone były w pierwszej fazie systemem kołowym, po którym nastąpiła faza play-off: po dwie najlepsze drużyny z każdej grupy walczyły o miejsca 1–4, natomiast pozostałe o pozycje 5–8. Stawką zawodów był bezpośredni awans na LIO 2024 dla triumfatora tych zawodów oraz prawo gry w światowym turnieju barażowym dla jego finalisty.
Siódmy tytuł z rzędu – każde spotkanie wygrywając minimum dwunastoma bramkami – zdobyły reprezentantki Brazylii, w czwartej kolejnej edycji pokonując w finale Argentynki.

#### Azja
W połowie października 2022 roku Azjatycka Federacja Piłki Ręcznej ogłosiła konkurs na organizację turnieju kwalifikacyjnego zaplanowanego wstępnie na przełom sierpnia i września 2023 roku. Dwa miesiące później ogłosiła, że gospodarzem turnieju zaplanowanego ostatecznie na 17–26 sierpnia 2023 roku została wybrana Japonia. Zawody miały zostać rozegrane w sześciozespołowej obsadzie, a hamronogram meczów został opublikowany na początku kwietnia 2023 roku. Pod koniec lipca tego roku niespodziewanie Uzbekistan wycofał się z turnieju, zatem pozostałych pięć zespołów rywalizowało systemem kołowym w ciągu pięciu meczowych dni w dniach 17–23 sierpnia 2023 roku w Hiroszimie.
Zarówno Koreanki, jak i Japonki do ostatniego pojedynku zawodów przystępowały z kompletem trzech zwycięstw, jednak to Japonki miały lepszy bilans bramek, zatem im do awansu wystarczał remis. Do przerwy prowadziły jedną bramką, lecz Koreanki w drugiej części meczu zdobyły o dwie bramki więcej od rywalek i to one zyskały bezpośredni awans na LIO 2024, Japonki otrzymały natomiast prawo gry w światowym turnieju barażowym.

#### Europa
Zgodnie z utrwaloną procedurą awans na paryskie igrzyska otrzymać miała najlepsza drużyna ME 2022 – nie licząc Francji i ewentualnych mistrzyń (bądź wicemistrzyń przy triumfie Francuzek) świata z 2023 roku. Odbyły się one w dniach od 4 do 20 listopada 2022 roku w Słowenii, Czarnogórze i Macedonii Północnej, a w turnieju wzięło udział szesnaście zespołów. Tytuł zdobyty w 2020 roku obroniły Norweżki w finale pokonując Dunki, a jako że Norwegia uzyskała następnie awans poprzez mistrzostwa świata, to Dania uzyskała prawo gry w turnieju olimpijskim jako przedstawiciel Europy.

### Światowe turnieje kwalifikacyjne
Termin przeprowadzenia światowych turniejów kwalifikacyjnych (pomiędzy 11 a 14 kwietnia 2024 roku) został ustalony z końcem lipca 2023 roku, a pełna obsada była znana po zakończeniu żeńskich mistrzostw świata w grudniu 2023 roku. Miejsca ich rozegrania zostały ogłoszone pod koniec grudnia 2023 roku, a w lutym 2024 roku także szczegółowe ich harmonogramy. Na kilka dni przed jego rozpoczęciem zmieniła się obsada turnieju I – z powodu problemów z wizami nie mogła zjawić się reprezentacja Kamerunu, żaden z afrykańskich zespołów, z którymi kontaktowała się IHF, nie mógł przyjąć zaproszenia z uwagi na brak czasu na przygotowania i podróż, zatem światowa federacja postanowiła przyznać dziką kartę. Aby utrzymać balans jakościowy uczestniczących zespołów oraz schemat rozgrywek bez zmian, IHF zdecydowała przyznać ją Wielkiej Brytanii – wybranej z grona rozwijających się reprezentacji – która wyraziła chęć i możliwość przyjazdu na Węgry. Awans uzyskało sześć europejskich reprezentacji.
| Turniej I | Turniej II | Turniej III |
| --- | --- | --- |
| - 4. miejsce MŚ 2023: Szwecja - 10. miejsce MŚ 2023: Węgry - 2. miejsce turnieju afrykańskiego 2023: Kamerun - 2. miejsce turnieju azjatyckiego 2023: Japonia - dzika karta: Wielka Brytania | - 5. miejsce MŚ 2023: Holandia - 8. miejsce MŚ 2023: Czechy - 2. miejsce IP 2023: Argentyna - 9. miejsce ME 2022: Hiszpania | - 6. miejsce MŚ 2023: Niemcy - 7. miejsce MŚ 2023: Czarnogóra - 8. miejsce ME 2022: Słowenia - 3. miejsce IP 2023: Paragwaj |

 Turniej I
 Turniej II
 Turniej III